# José Félix Domínguez
José Félix Domínguez (12 dicembre 1983) è uno schermidore argentino.

## Palmarès
In carriera ha conseguito i seguenti risultati:
- Giochi Panamericani:

Rio de Janeiro 2007: bronzo nella sciabola a squadre.